# Троппауський конгрес
Троппауський конгрес — другий конгрес Священного союзу, який проходив в жовтні-грудні 1820 року. Конгрес Священного союзу в Троппау часто розглядається істориками разом із Лайбаським конгресом. По суті конгрес в Лайбасі став продовженням конгреса в Троппау.

## Історія
Конгрес розпочався 20 жовтня 1820 року в Троппау в австрійській Сілезії за проханням імператора Російської імперії Олександра I. На конгресі особисто були присутні імператор Олександр I, імператор Австрії Франц II; король Пруссії Фрідріх-Вільгельм III був представлений кронпринцом, згодом відомим як Фрідріх-Вільгельм IV. Ці три країни також були представлені своїми міністрами закордонних справ: Маттерніх (Австрія), Каподистрія (Росія), Гарденберг (Пруссія).
Британія була проти приймати будь-які рішення по неаполітанським лібералам, тому на конгресі був присутній посол Британії у Відні лорд Стюарт і зведений брат міністра закордонних справ Британії — віконт Каслрі. Франція також не надала жодних повноважень своїм представникам, хоча її позиція була не настільки чіткою як у Британії. Таким чином, з самого початку з'їзду став зрозумілим ідеологічний поділ між західними і східними державами.
Конгрес був відповіддю на революційні дії в Неаполітанському королівстві і був ініційований Австрією, яка бажала провести інтервенцію в Італію. На конгресі був присутній Франц I, Олександр I, Фрідріх Вільгельм III, а також інші дипломати та представники Союзу.
Характерною рисою цього конгресу була неформальність в якій проходили зустрічі. Зазвичай вони проходили за обідом чи прогулянками. Оскільки представники Англії і Франції не мали ніяких фактичних повноважень, протокол конгресу від 8 листопада був підписаний тільки прусськими, австрійськими і російськими представниками. Підписаний протокол визнавав необхідність використання військових сил проти революційного Неаполя.

## Протокол
|  | Держави, які зазнали змін уряду через революцію, результати якої загрожують іншим державам, в силу самого факту перестають бути членами Європейського союзу, і залишаються виключені з нього, поки їх стан не дає гарантії правового порядку і стабільності. Якщо в силу таких змін, безпосередня небезпека загрожує іншим державам, питання має бути вирішене мирними засобами, або, в разі необхідності, за допомогою зброї, щоб повернути країну в лоно Великого Альянсу. |

Ніяких практичних наслідків протокол конгресу не мав, і після того як його оголосили, був відкладений. Положення цього протоколу активно використовувались під час визначення положень протоколу Лайбаського конгесу, який був проведений в січні 1821 року.